# Grabownica (staw)
Grabownica (także: Grabownicki) – staw rybny zlokalizowany w rezerwacie przyrody Stawy Milickie (kompleks Stawno), na wschód od wsi Grabownica (gmina Milicz).
Staw o powierzchni 283 ha (największy ze Stawów Milickich) jest miejscem gniazdowania licznych ptaków. Na zachodnim brzegu, u południowych krańców wsi Grabownica, zlokalizowana jest widokowa Wieża ptaków niebieskich (czatownia ornitologiczna). Obserwować tutaj można następujące gatunki ptaków:
- wczesną wiosną: głowienka zwyczajna, czernica, świstun, cyraneczka,
- późną wiosną i latem: krakwa, krzyżówka, głowienka zwyczajna, gęś gęgawa, czernica, trzciniak, trzcinniczek, brzęczka, wąsatka,
- jesienią: brodziec śniady, czajka, biegus zmienny, łabędź krzykliwy, łabędź czarnodzioby, żurawie, siewkowate[2].

Północnym brzegiem przebiegała do 1991 wąskotorowa linia Wrocławskiej Kolei Dojazdowej z Milicza do Sulmierzyc.

## Przypisy

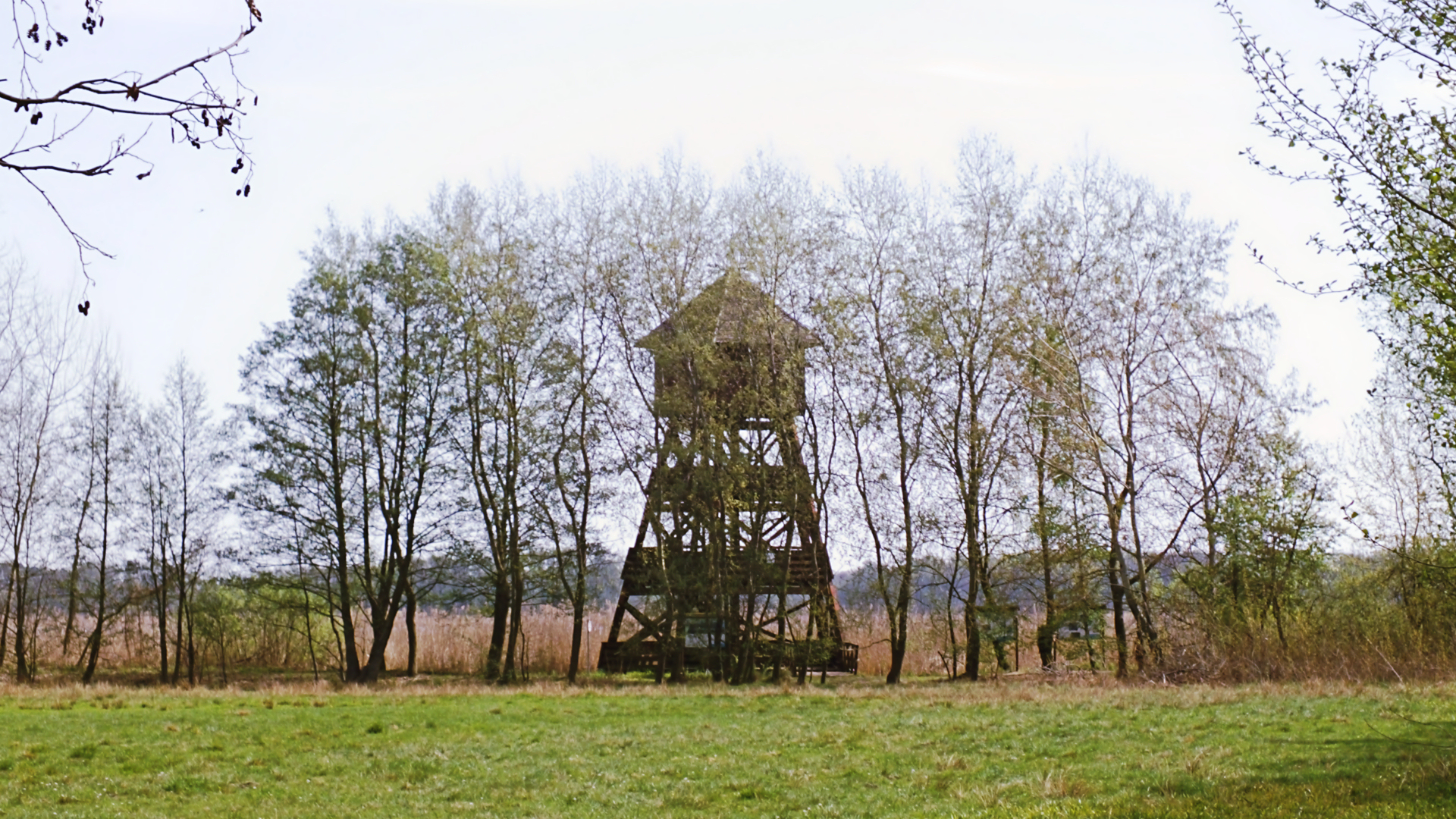
Wieża ptaków niebieskich